# Habenaria delavayi
Habenaria delavayi är en orkidéart som beskrevs av Achille Eugène Finet. Habenaria delavayi ingår i släktet Habenaria och familjen orkidéer. IUCN kategoriserar arten globalt som sårbar. Inga underarter finns listade i Catalogue of Life.